# خيل سيواليك
خيل سيواليك (الاسم العلمي: Equus sivalensis)، نوع من الخيول المنقرضة، التي أُكتشفت في تلال سيواليك في الهند. يعود تاريخه إلى 2.6 مليون سنة، ومن المفترض أنه انقرض خلال العصر الجليدي الأخير، بين 75000 و10000 سنة مضت، كجزء من الانقراض الرباعي. عُثر على بقايا هذه الحصان في مواقع تعود أواسط وأواخر العصر الحديث الأقرب في سيواليك وفي تاميل نادو، ومؤخراً، أُكتشف «الحصان الهندي الكبير» في ولاية أندرا، ويرجع تاريخه إلى عام. 75000 سنة.

## روابط خارجية
- Two نسق المستندات المنقولة-files with information on E. sivalensis: Animal remains (PDF), Fossil equids (PDF)
- M. Witzel, Harappan horse myths and the sciences